# Roberto Gold
Roberto Gold (Buenos Aires, 25 de octubre de 1918 - 16 de diciembre de 1995) fue un doctor en farmacia y emprendedor argentino reconocido en la industria farmacéutica de su país. En 1959 creó la empresa Chemotécnica Sintyal (que daría lugar a la Fundación Sintyal en 1993) y en 1980 fue designado Secretario General de la Asociación Latinoamericana de Industrias Farmacéuticas (ALIFAR), y fue el fundador de Mundo Sano en 1992.

## Reseña biográfica
Roberto Gold realizó la secundaria en el Colegio Nacional de Quilmes, y se recibió de farmacéutico en la Universidad de La Plata. Años después, obtuvo en la Facultad de Farmacia y Bioquímica de la Universidad de Buenos Aires el título de doctor en Farmacia con la tesis titulada "Contribución al estudio del cultivo de la adormidera (Papaver somniferum L.) en la Argentina y técnica para valorar su contenido morfínico". Se casó con Miriam Turjanski, y tuvo tres hijos: Leonor, Silvia y Luis Alberto.

## Carrera profesional
En 1944 Roberto Gold fundó, junto a su mujer y su hermano Benjamín, la “Farmacia Gold” en la localidad bonaerense de Valentín Alsina. Luego, junto a su sobrino Abraham Turjansky fundó en 1945 la “Química Golby”, un pequeño laboratorio que fabricaba fundamentalmente medicamentos genéricos de uso hospitalario.
En 1959 adquirió Chemotécnica Sintyal, surgida en 1943 a partir de dos firmas: los laboratorios Sintyal Estrona y La Chemotécnica, que en julio de 1973 ingresaría a la Cámara Industrial de Laboratorios Farmacéuticos Argentinos (CILFA), donde Gold comienza a integrar la Comisión Revisora de Cuentas.
Junto a otros colegas, Gold funda el 18 de noviembre de 1980 la Asociación Latinoamericana de Industrias Farmacéuticas (ALIFAR), en la que se desempeñó hasta 1983 como Secretario General y representando a todo el sector en la Argentina. 
Fabricación local de insulina
En marzo de 1985 la empresa "Eli Lilly" cerró definitivamente su planta elaboradora de insulina bovina radicada en la Argentina, y a través del decreto presidencial 233/86 el gobierno nacional promovió la aparición de un grupo empresario de capital nacional que se decidiera a producir insulina bovina en el país. En 1987 Laboratorios Beta-Sintyal comenzó a producir insulina bovina e introdujo la insulina porcina, importada hasta ese momento. El proyecto concretó la puesta en el mercado del producto “BetaSint” que desde 1987 en adelante llevó tranquilidad a numerosos enfermos de diabetes.
La lucha contra el Chagas
En los años ’80 Chemotécnica Sintyal comenzó a dedicarse a la producción local de insecticidas piretroides, y desarrollaron junto al Centro de Investigación de Plagas e Insecticidas (CIPEIN), dirigido por el Dr. Eduardo Nicolás Zerba, un conjunto de fórmulas activas contra vinchucas, en el marco de la lucha contra la enfermedad de Chagas. Su principal desarrollo fue el llamado “pote fumígeno”.
El Ministerio de Salud de la Nación comenzó a usar éstas fórmulas para el control de la vinchuca, y el proyecto contó con el apoyo del Tropical Disease Research Program (TDR) de la Organización Mundial de la Salud (OMS). La OMS comunicó en el año 2000 que según sus evaluaciones, y a las de la Universidad de Harvard, el "pote fumígeno" insecticida había sido uno de los tres resultados de la década del 90 "que más contribuyeron a mejorar la salud mundial, a través del control de enfermedades tropicales".

## Distinciones
- Premio Eikon a Mundo Sano[8]